# Ruta 904 (Costa Rica)
La Ruta 904, oficialmente Ruta Nacional Terciaria 904, es una ruta nacional de Costa Rica ubicada en la provincia de Guanacaste.

## Descripción
En la provincia de Guanacaste, la ruta atraviesa el cantón de Santa Cruz (los distritos de Santa Cruz, Veintisiete de Abril, Cuajiniquil).